# Robin Alexander

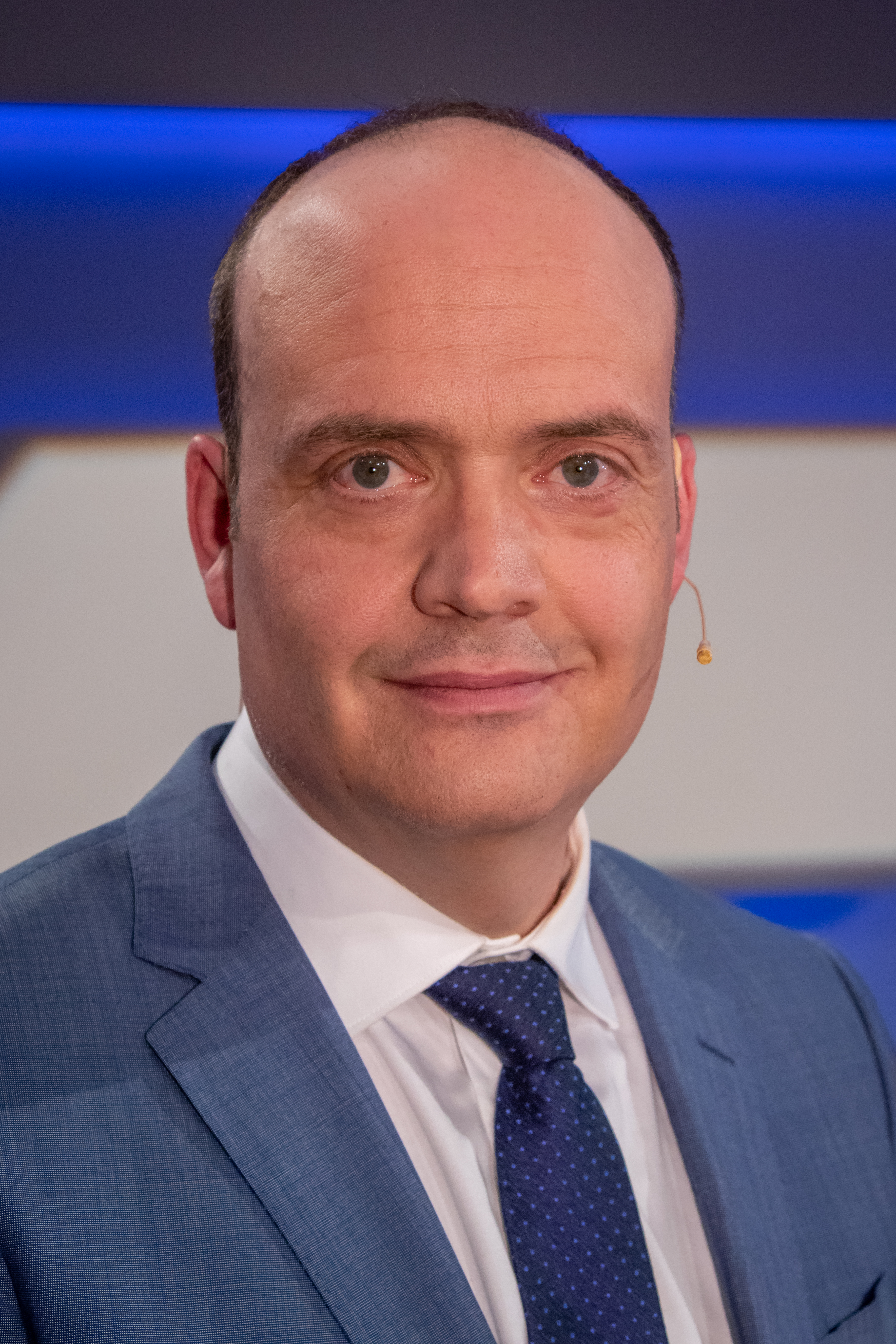
Robin Alexander (2020)

Robin Alexander (* 13. Mai 1975 in Essen) ist ein deutscher Journalist und Autor. Seit 2019 ist er stellvertretender Chefredakteur der Welt.

## Leben
Alexander wuchs in Herne-Eickel als Sohn eines Lehrer-Ehepaars auf. Sein Vater trat 1970 in die SPD ein. Robin Alexander schrieb für die Schülerzeitung des Gymnasiums Eickel und absolvierte Praktika bei der Lokalredaktion Wanne-Eickel der WAZ und bei Radio Herne 90acht. Nach dem Zivildienst im „Eine Welt Zentrum“ in Herne studierte er Geschichte und Journalistik an der Universität Leipzig. Er folgte dabei einem Rat seines Geschichtslehrers, der seine Schüler nach der deutschen Einheit dazu ermutigte, nach Ostdeutschland zu gehen. Alexander lernte dort seine spätere Ehefrau kennen.
Von 1998 bis 1999 absolvierte er ein Volontariat bei der taz in Berlin und Bonn und arbeitete von 2001 bis 2006 dort als Reporter und Redakteur. Er war Kolumnist beim englischsprachigen Stadtmagazin Exberliner, machte Reportagereisen durchs südliche Afrika und war 2004 als Stipendiat Gastredakteur bei The Star in Johannesburg. Nach einjähriger Elternzeit war er Redakteur der deutschen Ausgabe von Vanity Fair seit deren Gründung im Jahr 2005 bis zur Einstellung 2008.
Seit 2008 schreibt Alexander für Die Welt und Welt am Sonntag, berichtet dort seit 2010 über das Kanzleramt und begleitete Angela Merkel als Berichterstatter zu Auslandsreisen und auf internationale Gipfel. 2013 war er ein Gesicht der Markenkampagne der Welt. Seit 2019 ist er stellvertretender Chefredakteur der Welt.
Robin Alexander ist mit der Journalistin Astrid Alexander verheiratet, hat drei Kinder und wohnt in Berlin-Neukölln. Er ist römisch-katholisch. Alexander ist Mitglied des Berliner Fanclubs „Königsblau Berlin“ des FC Schalke 04.

### Fernsehen
Robin Alexander ist regelmäßig Gast im deutschen Fernsehen, etwa bei Anne Will, Maybrit Illner, maischberger. die woche, Hart aber fair, Markus Lanz, im ARD-Presseclub und dem ZDF-Morgenmagazin. Im Bundestagswahlkampf 2013 fungierte er als Experte und Co-Moderator in Stefan Raabs Sendungen Die Absolute Mehrheit und TV total Bundestagswahl auf Pro7. Beim Nachrichtensender Welt kommentiert er regelmäßig aktuelle bundespolitische Ereignisse. Ein von ihm geprägter Satz über die Arbeit der Großen Koalition wurde von Markus Lanz häufig wiedergegeben und auf Twitter als Video-Zusammenschnitt verbreitet: „Die CDU und CSU rühren regelmäßig einen großen Eimer mit übelriechendem Zeug an. Und dann kommt die SPD und stülpt ihn sich selbst über den Kopf.“ Im Dezember 2021 hatte Alexander einen Gastauftritt in der Mockumentary Ich war Angela Merkel: Das Zahlemann Protokoll von Olli Dittrich. Darin eröffnet ihm der Reporter Sandro Zahlemann, der irrtümlicherweise den Handyanschluss von Angela Merkel erhalten hat, die wahren Hintergründe des Kampfs um die Kanzlerkandidatur in der Union.

### Podcasts
Von August 2019 bis Juni 2020 war Alexander jeden Freitag Gastmoderator des Podcasts Steingarts Morning Briefing. Seit Mai 2021 moderiert er mit Dagmar Rosenfeld den Welt/The Pioneer-Podcast Machtwechsel. Doris Akrap bezeichnete ihn 2025 in der taz als das „Symposion unter den Politik-Podcasts“.

## Werk
Alexander veröffentlichte zunächst ein Sachbuch über Familie und Erziehung. Sein Debüt „Familie für Einsteiger“ (2007) entstand während seiner Elternzeit. Ursprünglich hatte er geplant, ein politisches Sachbuch zu schreiben.

### Die Getriebenen(2017)
2017 veröffentlichte Alexander sein Buch Die Getriebenen: Merkel und die Flüchtlingspolitik, das ein Bestseller wurde. Darin berichtet er unter anderem, dass Angela Merkel und ihr Kabinett aus CDU/CSU und SPD, anders als zuvor in den Medien dargestellt, während der Flüchtlingskrise in Deutschland ab 2015 ursprünglich erwogen hatten, auch Asylbewerber an der Grenze zurückzuweisen, und warum es schließlich doch nicht zu einer solchen generellen Schließung der Grenzen kam. Das Buch erreichte Platz eins der Spiegel-Bestsellerliste (Ausgabe 13/2017, Hardcover Sachbücher), insgesamt wurden 90.000 Exemplare verkauft (Stand: Juni 2021). Auch international wurde das Buch viel beachtet und unter anderem in der Financial Times, in Le Figaro und im Guardian rezensiert. Im Dezember 2017 erschien eine polnische Übersetzung. Der Film Die Getriebenen, benannt nach Alexanders Buch, wurde am 15. April 2020 im Ersten gezeigt.
Für den in der Welt am Sonntag unter dem Titel „Das Bild, das es nie geben sollte“ (über das Selfie von Merkel mit dem syrischen Flüchtling Anas Modamani) erschienenen Vorabdruck wurde Alexander im März 2018 mit dem „Medienpreis des deutschen Bundestages“ ausgezeichnet. Für die Jury lobte Claudia Nothelle, dem Autor sei „eine journalistische Sternstunde“ gelungen: „Eine Recherche mit Sprengkraft, von denen es nicht viele gibt.“ Den Preis überreichte Bundestagspräsident Wolfgang Schäuble.

### Machtverfall(2021)
2021 erschien Alexanders Buch Machtverfall, das das Ende der Ära Angela Merkels als Bundeskanzlerin und die politischen Auseinandersetzungen ihrer eventuellen Nachfolge beleuchtet, insbesondere die Geschehnisse bei CDU und CSU während der Debatte um die Nachfolge in der CDU-Parteiführung und die Kür des Kanzlerkandidaten der Bundestagswahl 2021. Das Buch wurde ein Bestseller und verkaufte sich häufiger als Die Getriebenen.

## Schriften
- Familie für Einsteiger. Ein Überlebenshandbuch. Rowohlt Berlin, Berlin 2007, ISBN 978-3-87134-571-5.
- Entstehung und Verwendung des Begriffes ,Herdprämie‘, in: Staatshilfe für Eltern: Brauchen wir das Betreuungsgeld? Herausgegeben von Klaus Hurrelmann und Tanjev Schultz, Beltz Juventa, Weinheim 2013, ISBN 3-7799-2752-7, ISBN 978-3-7799-2752-5, S. 206–217.
- Die Getriebenen: Merkel und die Flüchtlingspolitik. Report aus dem Innern der Macht. Siedler, München 2017, ISBN 978-3-8275-0093-9. Aktualisierte Ausgabe als Taschenbuch: Penguin Verlag, München 2018, ISBN 978-3-8275-0093-9.[27] Polnische Ausgabe: Angela Merkel i kryzys migracyjny. Dzień po dniu. 1. Auflage. Teologia Polityczna, 2017, ISBN 978-83-62884-57-5.
- Machtverfall. Merkels Ende und das Drama der deutschen Politik: Ein Report. Siedler Verlag, München 2021, ISBN 978-3-827-50141-7.
- Letzte Chance. Der neue Kanzler und der Kampf um die Demokratie. Siedler, Berlin 2025, ISBN 978-3827502001.

## Auszeichnungen
- 2012: Teilnahme an der „Bucerius Summer School on Global Governance“ der Zeit-Stiftung in Hamburg
- 2013: Theodor-Wolff-Preis in der Kategorie Reportage/Essay/Analyse für den in der Welt am Sonntag erschienenen Text Auf den Herd gekommen[28] über den Begriff „Herdprämie“[29]
- 2014: Arthur-F.-Burns Fellowship
- 2017: „Politikjournalist des Jahres“, verliehen durch das Medium Magazin
- 2018: Medienpreis des Deutschen Bundestages für den in der Welt am Sonntag erschienenen Text Das Bild, das es nie geben sollte[30]